# Chymomyza fenestrata
Chymomyza fenestrata är en tvåvingeart som beskrevs av Toyohi Okada 1973. Chymomyza fenestrata ingår i släktet Chymomyza och familjen daggflugor. Inga underarter finns listade i Catalogue of Life.